# Porta Claudia
Koordinaten: 47° 23′ 45,8″ N, 11° 15′ 54,4″ O

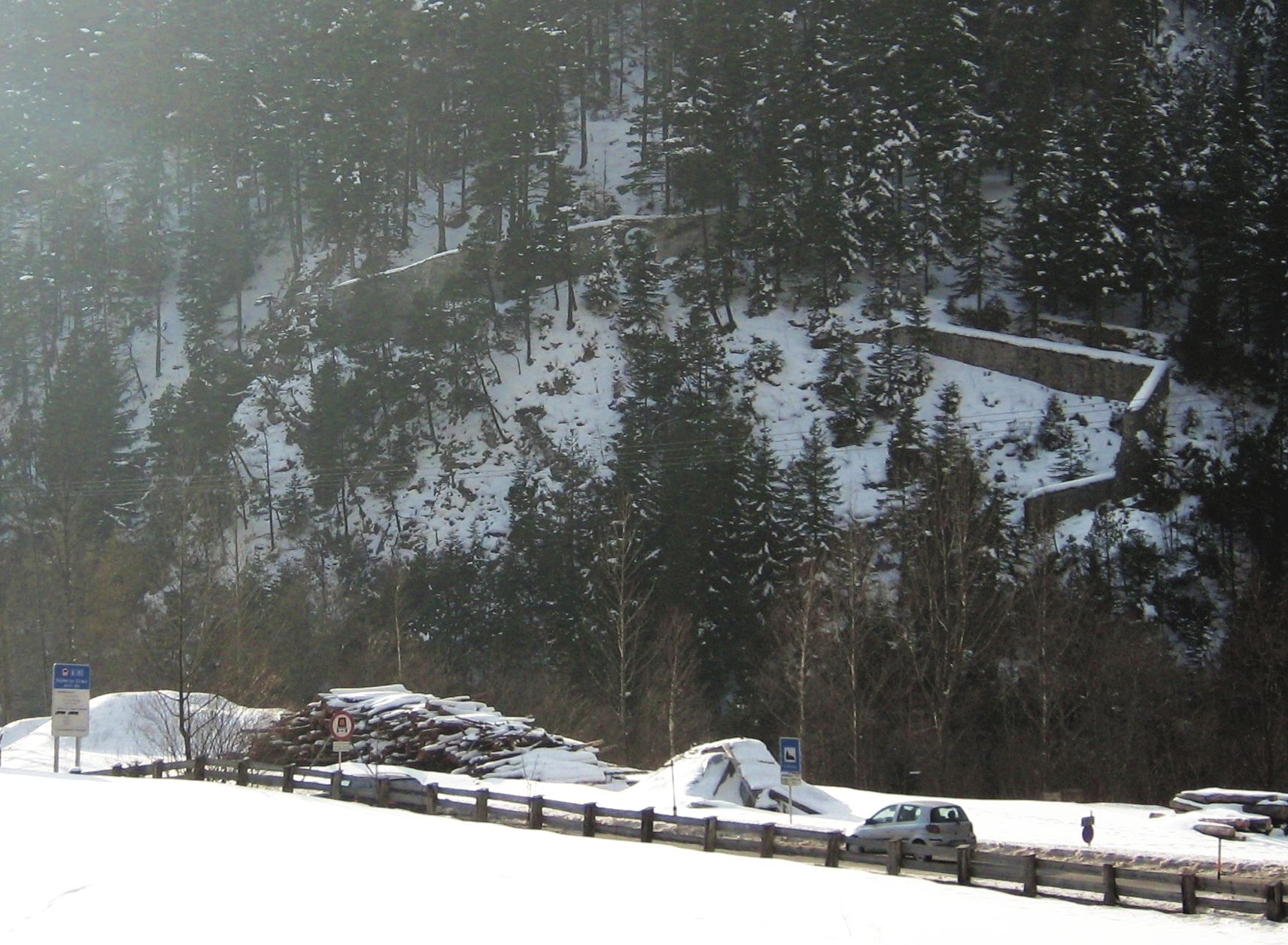
Reste der Porta Claudia am Westhang

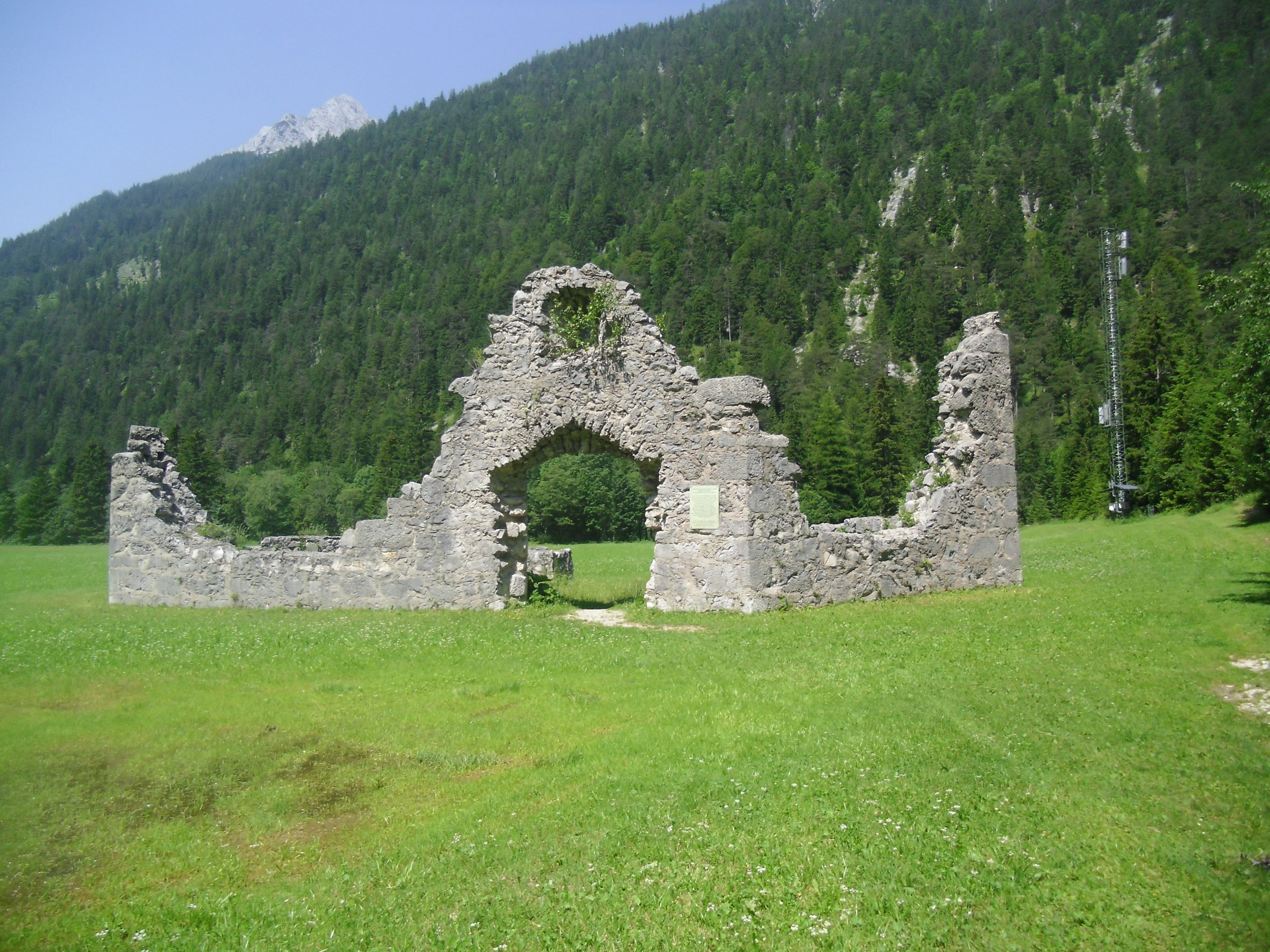
Ruine der Leutascher Schanz

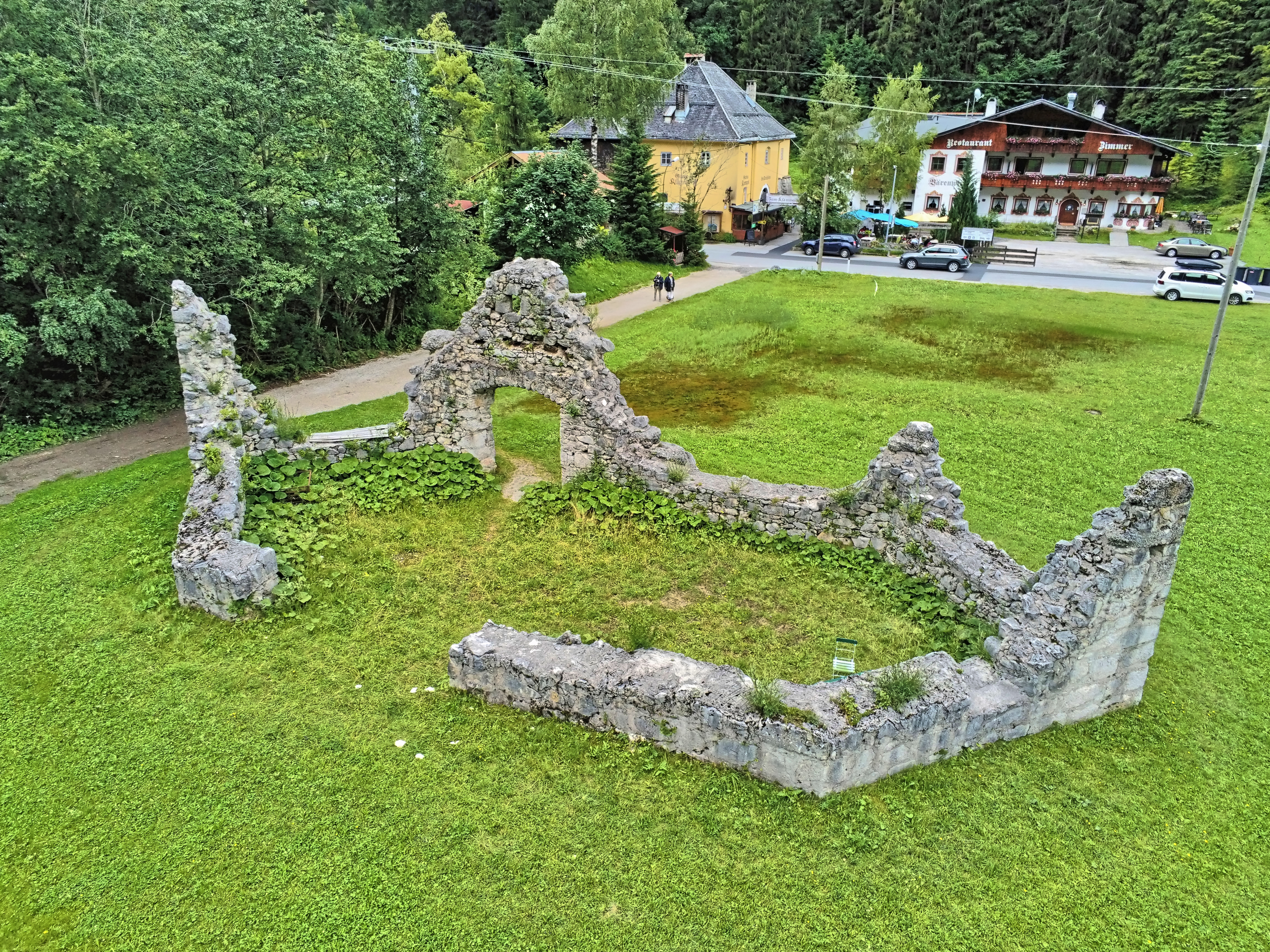
Leutascher Schanz, Luftaufnahme

Die Porta Claudia ist eine ehemalige Befestigungsanlage an der Engstelle des Scharnitzpasses im Isartal bei Scharnitz (Tirol, Österreich), an der Grenze zu Deutschland bei Mittenwald (Bayern). An der Porta Claudia – genauer am Scharnitzpass – beginnt heutzutage die B 2 (Deutschland) bzw. die B 177 (Österreich).

## Geschichte

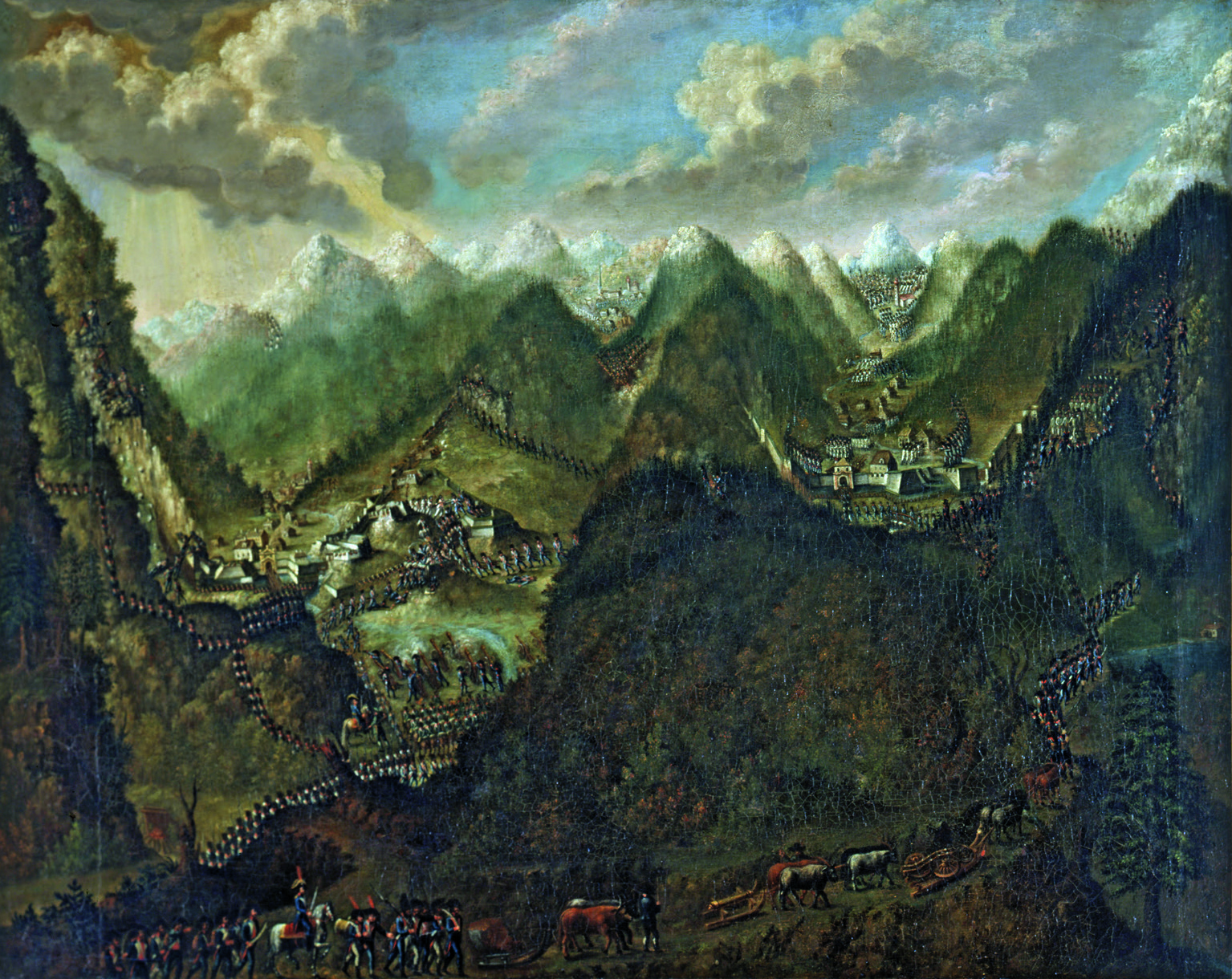
Die Schlacht bei Scharnitz 1805, Gemälde von Mathias Noder

Im Jahr 1632 erhielt Tirol das Recht, zum Schutz vor den vorrückenden Schweden im Dreißigjährigen Krieg am Scharnitzpass auf Werdenfelser Gebiet – also auf fremdem Territorium – die Grenzbefestigung Porta Claudia zu errichten. Die Grenze zu Tirol verlief seit dem Jahr 1500 etwa einen Kilometer südlich von Scharnitz.
Der Bau der Talsperre wurde von Claudia de’ Medici, Erzherzogin von Österreich und Landesfürstin von Tirol, als Befestigung des wichtigen Übergangs von Bayern nach Tirol in Auftrag gegeben und nach ihr benannt. Im Jahr 1648 wurde – als die Franzosen nach ihrem Sieg bei der Schlacht bei Zusmarshausen in Bayern einfielen – etwas weiter nördlich ein zweiter Riegel erbaut. Durch Vertrag vom 29. Oktober 1656 wurden dann Scharnitz und das Gebiet um die Porta Claudia gegen einen Gebietsstreifen um den Kienleitenkopf mit dem Karlingerhof (Schönwieshof östlich von Scharnitz) und Wegerecht ins Hinterautal eingetauscht. Im Jahr 1670 wurde die Festung erweitert und 1703 im Zuge des Bayrischen Rummels überfallartig besetzt. Die Zerstörungen, die die Sprengung des Pulvermagazins durch die bayrische Besatzung hervorgerufen hatte, wurden bald darauf behoben. Mit dem Vertrag vom 28. Mai 1766 wurde die Zugehörigkeit von Scharnitz und der Porta Claudia zu Tirol bestätigt sowie für einen Gebietsstreifen „auf einen Musketenschuß bei allen dermaligen Fortifikationswerken heraus gegen Mittenwald“.
Goethe beschrieb die Grenze 1786 in seinem Reisebericht nach Italien als „mit einem Walle geschlossen, der das Tal verriegelt und sich an die Berge anschließt.“

### Belagerung der Porta Claudia 1805
Während des Feldzuges Napoléons gegen Österreich im Jahr 1805 (3. Koalitionskrieg) belagerten die französischen Truppen unter Marschall Michel Ney die Pässe Scharnitz und Leutasch auf der bayerischen Nordseite. Teil der Porta Claudia waren dabei nicht nur die Befestigungsanlagen bei Scharnitz, sondern ebensolche wenige Kilometer westlich am Beginn des Leutaschtals, die Leutascher Schanz. Ruinen davon sind dort heute noch zu besichtigen. Dem VI. französischen Armeecorps mit 8000 bis 9000 Mann standen damals 2200 Tiroler gegenüber. Von ortskundigen Mittenwaldern geführt (Bayern stand auf der Seite von Napoléon Bonaparte), konnten die Franzosen über den vom Lautersee und Ferchensee seitlich am Grünkopf (1587 m) vorbeiführenden Steig den an der Befestigungsanlage Leutascher Schanz stationierten Österreichern am 4. November 1805 unverhofft in den Rücken fallen. Dadurch konnten sie zuerst die Leutascher Schanz und dann über Seefeld auch den Scharnitzpass erobern und so ins Inntal und nach Innsbruck vordringen. Der seitlich am Grünkopf vorbeiführende Steig wurde infolge dieser Kriegslist Franzosensteig benannt (als solcher ist er auch in heutigen Wanderkarten eingetragen). Angeblich wurde beim Einfall der Truppen über den Steig nach Leutasch nur ein einziger Schuss aus einer Kanone abgefeuert. Die Kanonenkugel schlug im Gasthaus zur Mühle ein, wo sie von der Wirtin noch heute aufbewahrt wird. Nach der Niederlage von Austerlitz und dem Frieden von Pressburg vom 26. Dezember 1805 zwischen Österreich und Frankreich musste Österreich die Grafschaft Tirol und Vorarlberg an Bayern abtreten und Kaiser Franz II. musste Napoléon als Kaiser anerkennen.

## Heutiger Zustand
Heutzutage sind von der Porta Claudia nur noch bis zu 6 Meter hohe Mauern erhalten (Scharnitz, unter Denkmalschutz). Die Reste der kleineren Schanze (Leutasch, unter Denkmalschutz) in der Leutasch sind am alten Zollamt in Unterleutasch-Schanz zu sehen.

Wehrmauer der Porta Claudia am Westhang